# Don’t Let Me Down (The-Beatles-Lied)
Don’t Let Me Down (englisch für: Lass mich nicht im Stich) ist ein Lied der britischen Band The Beatles aus dem Jahr 1969, das als B-Seite der Single Get Back veröffentlicht wurde. Komponiert wurde es von John Lennon, steht allerdings unter dem Copyright Lennon/McCartney.

## Hintergrund

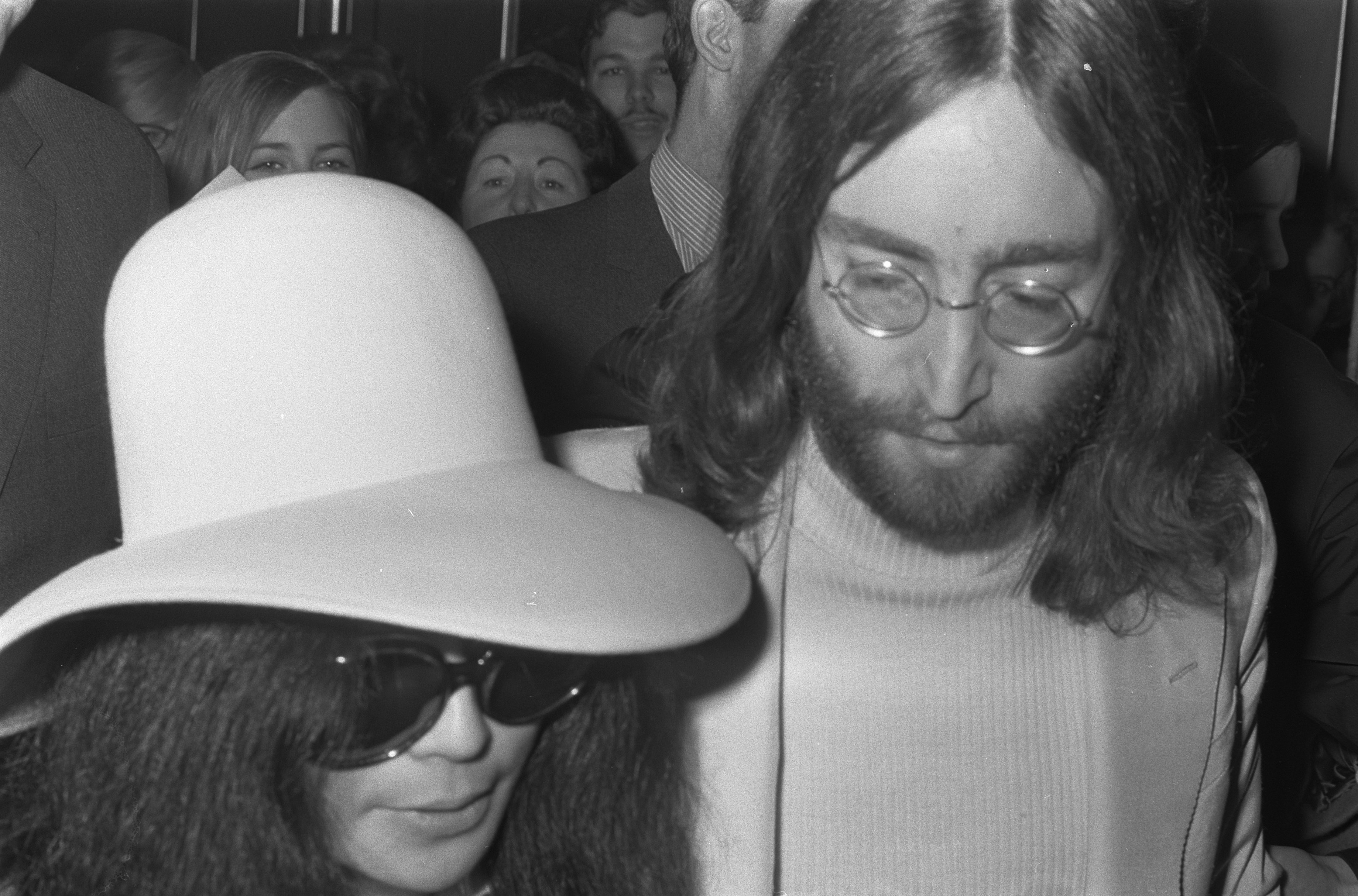
Yoko Ono und John Lennon, März 1969

Auf dem letzten Album der Beatles Let It Be war Lennon mit nur einer eigenen Komposition vertreten (Dig a Pony). Don’t Let Me Down wurde allerdings ebenfalls während der Aufnahmesessions für Let It Be produziert. Inhaltlich setzt sich Lennon in dem Lied mit seiner Liebesbeziehung zu Yoko Ono auseinander, wie auch bei I Want You (She’s So Heavy) auf dem Album Abbey Road.
John Lennon sagte 1970 über das Lied: „Wenn es darauf ankommt, wenn du ertrinkst, sagst du nicht: ‚Ich würde mich unglaublich freuen, wenn jemand die Weitsicht hätte, mich nicht ertrinken zu sehen und mir zu helfen‘, Du schreist nur.“
Paul McCartney sagte dazu: „Don't Let Me Down war also ein echtes Plädoyer […] Es sagte zu Yoko: ‚Ich trete hier wirklich aus der Reihe. Ich lasse meine Verletzlichkeit wirklich sehen, also darfst du mich nicht im Stich lassen.‘ Ich denke, es war ein echter Hilferuf.“
Obwohl Don’t Let Me Down für das spätere Album Let It Be geplant war, blieb es dann doch unberücksichtigt.
Don't Let Me Down gehört zu den Liedern, die für den Beatles-Dokumentarfilm Let It Be verwendet worden sind. Die erste Version im Film stammt von den Probeaufnahmen in den Twickenham Film Studios, die zweite vom Rooftop Concert.

## Aufnahme

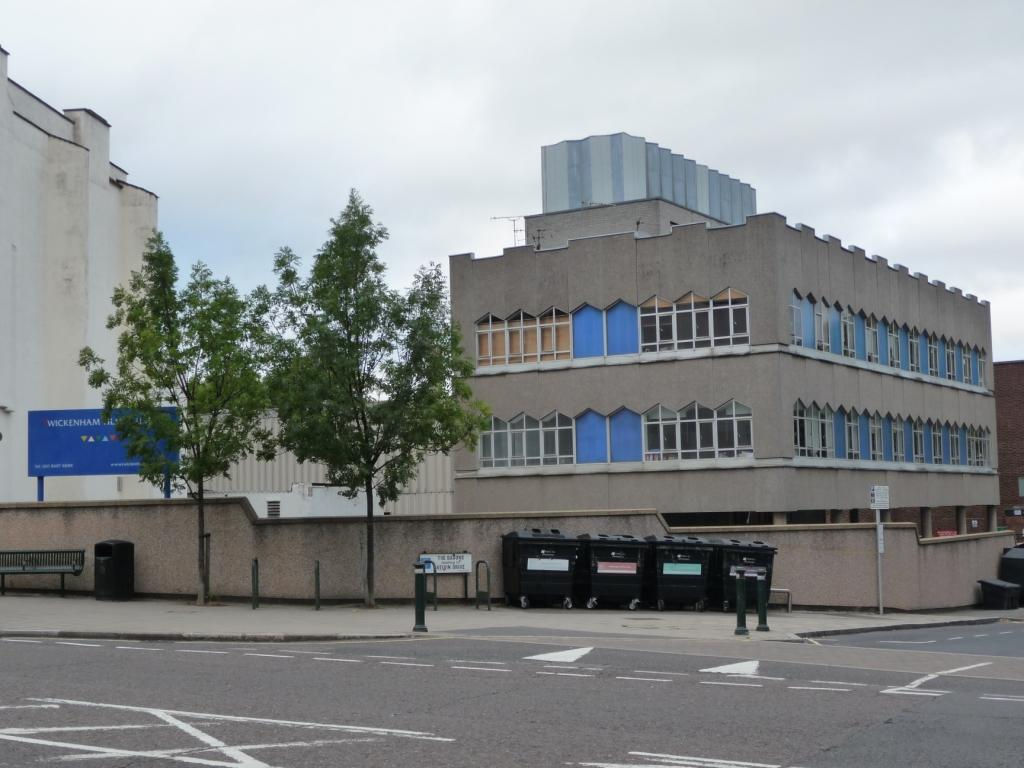
Twickenham Film Studios

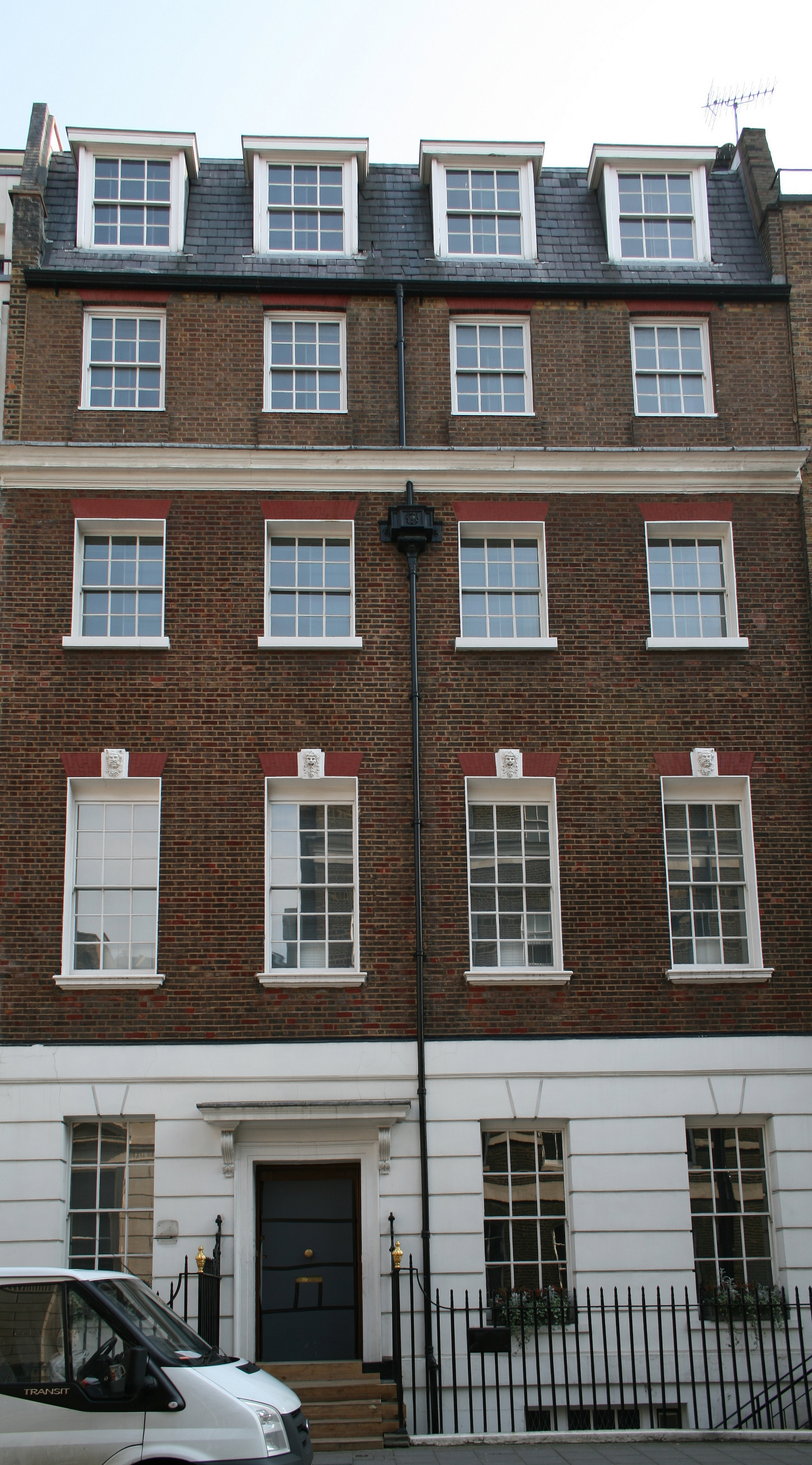
Savile Row 3, Ort des letzten Live-Auftritts

Die ersten Aufnahmen des Liedes Don’t Let Me Down erfolgten Anfang Januar 1969 während der Filmaufnahmen zum späteren Dokumentarfilm Let It Be in den Twickenham Film Studios auf Nagra-Tonbändern in Mono.
Don’t Let Me Down wurde am 22. Januar 1969 in den Londoner Apple Studios in der Savile Row Nr. 3 mit Glyn Johns als Produzenten aufgenommen. Glyn Johns war auch der Toningenieur der Aufnahmen. Weitere Aufnahmen erfolgten am 28. Januar, diesmal mit George Martin als Produzent und Glyn Johns als Toningenieur. Sämtliche Aufnahmen wurden live ohne Overdubs eingespielt. Neben den Beatles wirkte Billy Preston am Fender Rhodes mit. Eine der Aufnahmen vom 28. Januar wurde im April für die Single-B-Seite von Get Back verwendet.
Am 30. Januar begab sich die Gruppe – unterstützt von Billy Preston am E-Piano – auf das Dach des Apple-Gebäudes und spielte dort das sogenannte Rooftop Concert. Gespielt wurden die Lieder Get Back, Don’t Let Me Down, I’ve Got a Feeling, One After 909 und Dig a Pony, Don’t Let Me Down davon zweimal und Get back dreimal. George Martin war wiederum Produzent und Glyn Johns Toningenieur. Ein Zusammenschnitt dieser beiden Darbietungen von Don’t Let Me Down wurde 2003 auf dem Album Let It Be… Naked veröffentlicht.
Am 5. Februar stellte Glyn Johns eine vorläufige Stereoabmischung der Liveversion von Don’t Let Me Down der Rooftop Concert-Aufnahme her.
Am 7. April 1969 stellten dann Glyn Johns und Paul McCartney in den Olympic Sound Studios die endgültigen Monoabmischungen für Großbritannien und die Stereoabmischungen der Single Get Back / Don’t Let Me Down fertig.
Im April und Mai 1969 stellte Glyn Johns in den Olympic Sound Studios die erste Fassung des Albums Get Back fertig, auf diesem befindet sich eine Studio-Version vom 22. Januar von Don’t Let Me Down. Am 5. Januar 1970 wurde die zweite Fassung vom Get Back-Album von Glyn Johns in den Olympic Sound Studios hergestellt, auf dieser befindet sich ebenfalls die Version vom 22. Januar 1969 von Don’t Let Me Down. Beide Versionen des Albums von Glyn Johns wurden von den Beatles abgelehnt.
Im März 1970 erhielt Phil Spector von John Lennon, George Harrison und Allen Klein den Auftrag, das Album endgültig fertigzustellen. Spector verzichtete bei seiner Zusammenstellung auf Don’t Let Me Down. Ein Grund könnte gewesen sein, dass Don’t Let Me Down Ende Februar 1970 schon für das US-amerikanische Album Hey Jude verwendet wurde.
Besetzung:
- John Lennon: Rhythmusgitarre, Gesang
- Paul McCartney: Bass, Hintergrundgesang
- George Harrison: Leadgitarre
- Ringo Starr: Schlagzeug
- Billy Preston: E-Piano

## Veröffentlichungen
- Don’t Let Me Down erschien in Großbritannien am 11. April 1969 auf der B-Seite der Single Get Back.
- In den darauffolgenden Jahren war das Lied auf den Beatles-Kompilationsalben Hey Jude (1970), 1967–1970 (1973) und Past Masters (1988) enthalten.
- Am 14. November 2003 erschien das Album Let It Be… Naked. Auf diesem befindet sich eine Version, die aus den beiden Liveaufnahmen vom Rooftop-Konzert zusammengemischt wurde. Die Neuabmischung erfolgte von Allan Rouse, Paul Hicks und Guy Massey.
- Am 15. Oktober 2021 erschien die 50-jährige Jubiläumsausgabe des Albums Let It Be. Auf den Deluxe-Editionen und der 2-CD-Version dieses Albums wurde der First Rooftop performance des Liedes vom 30. Januar 1969 veröffentlicht. Weiterhin beinhaltet die Deluxe-Edition die von Glyn Johns abgemischte Singleversion und New Mix of Original Single Version.[3]
- Am 28. Januar 2022 erschien das von Giles Martin und Sam Okell abgemischte Livealbum Get Back:The Rooftop Performance auf dem sich beide Liveversionen von Don’t Let Me Down befinden.
- Am 10. November 2023 wurde das Kompilationsalbum 1967–1970 erneut wiederveröffentlicht. Auf diesem befindet sich Don’t Let Me Down in der von Giles Martin und Sam Okell 2021 neu abgemischten Version.

## Coverversionen
Es wurden über 100 Coverversionen von Don’t Let Me Down veröffentlicht, unter anderem von Marcia Griffiths & The Harry J Allstars, Dillard and Clark, Ben E. King, Phoebe Snow, Annie Lennox, Stereophonics, Matchbox Twenty oder auch Paul Weller.